# 白马井站

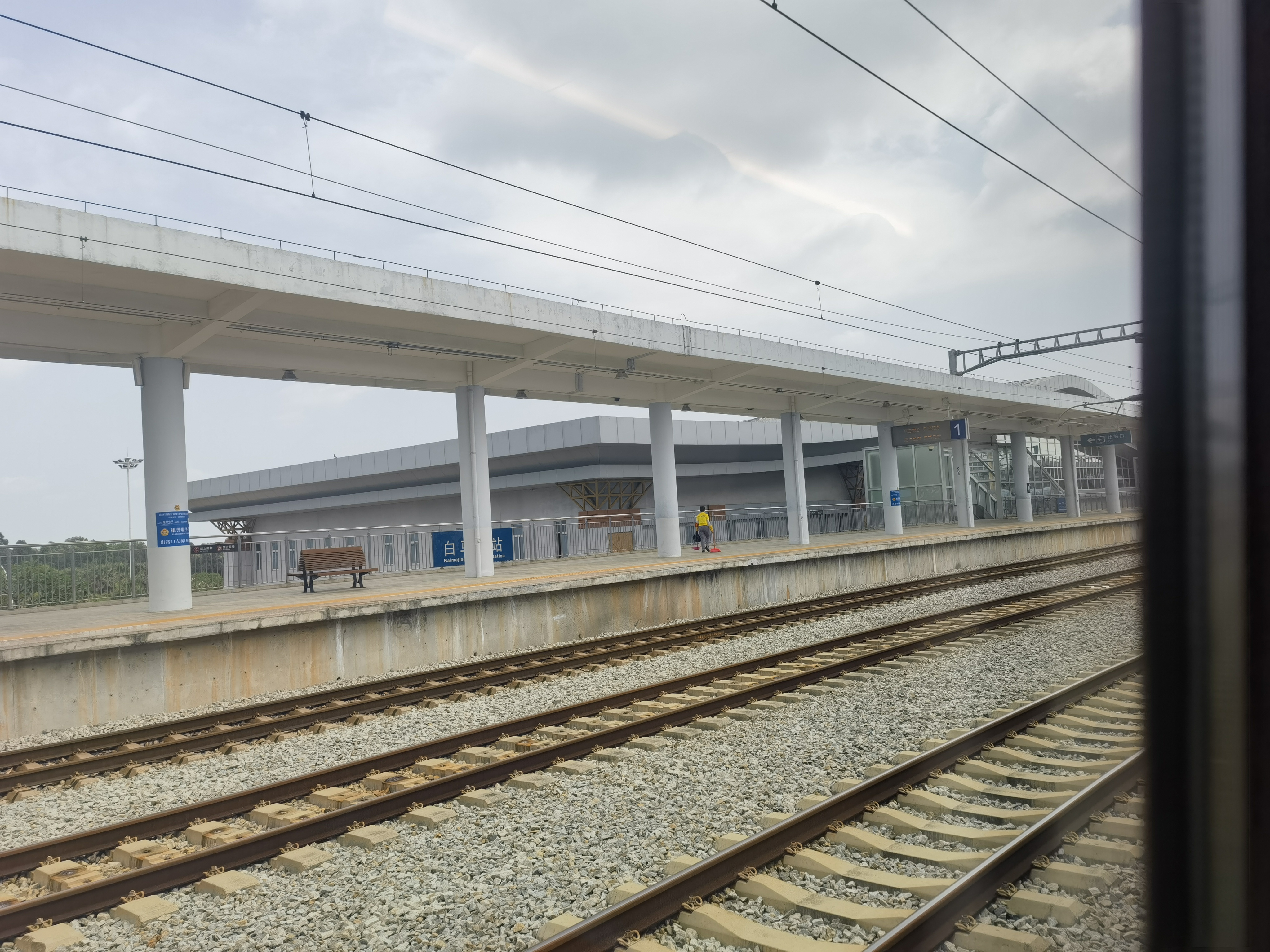
白马井站月台

白马井站，位于中华人民共和国海南省儋州市白马井镇，是海南西环高速铁路上的高铁站，广州铁路集团管辖。

## 車站周邊
- 海南地区环线高速公路

## 歷史
- 2015年12月30日通车启用。[2]

## 外部連結
- 中国铁路客户服务中心 （页面存档备份，存于）